# Crocidura miya
Crocidura miya is een zoogdier uit de familie van de spitsmuizen (Soricidae). De wetenschappelijke naam van de soort werd voor het eerst geldig gepubliceerd door Phillips in 1929.

## Voorkomen
De soort komt voor in Sri Lanka.